# Gravity Falls
Gravity Falls là một chương trình hoạt hình truyền hình dài tập của Mỹ được sáng lập bởi Alex Hirsch, cựu biên kịch cho The Marvelous Misadventures of Flapjack và Fish Hooks. Tập đầu tiên được phát sóng thử nghiệm vào ngày 15 tháng 6 năm 2012 và sê-ri đã chính thức xuất hiện lần đầu vào 29 tháng 6 năm 2012. Bộ phim này được xếp loại TV-Y7.

## Cốt truyện
Bộ phim kể về những cuộc phiêu lưu của hai chị em sinh đôi Dipper và Mabel Pines (12 tuổi) đến từ Piedmont, bang California, khi bố mẹ cho họ đến chơi ở Mystery Shack (dịch nôm na là Túp Lều Bí Ẩn) với ông bác Stanley Pines (trước đây là nhà kiêm nơi thí nghiệm của Stanford Pines, bác của Dipper và Mabel và là anh sinh đôi bị thất lạc của Stanley) ở thị trấn Gravity Falls, bang Oregon vào kỳ nghỉ hè năm 2012. Ông bác Stanley sống và làm việc tại Mystery Shack, một căn nhà trông như túp lều trong rừng được cải tạo như một viện bảo tàng trưng bày các hiện vật kỳ lạ nhất ở Gravity Falls nhằm moi tiền khách tham quan. Dipper tình cờ tìm thấy quyển Journal 3 (dịch nôm na: nhật ký số 3) (do Stanford viết) và sử dụng nó để khám phá thị trấn. Ở đây, Dipper và Mabel kết bạn với Wendy Corduroy - cô nhân viên thu ngân của cửa hàng, Soos Remirez - anh nhân viên làm không công và cũng là giúp việc của Stan, Candy Chiu và Grenda, những cô bạn Mabel làm quen trong bữa tiệc do Stan tổ chức. Dipper và Mabel nhận ra sự thật là có những điều kỳ lạ xảy ra trong thị trấn này và cả hai đều cùng nhau đi tìm hiểu những sự kiện kì lạ hay xảy ra trong thị trấn dựa vào quyển Journal 3 (có vài lần cả hai gặp nguy hiểm và phải nhờ sự trợ giúp của những người khác như ông bác Stanley hoặc chị Wendy vào vài tập nhất định nào đó trong phim)

## Diễn viên lồng tiếng và các nhân vật

### Nhân vật chính
- Dipper Pines (Jason Ritter), có tên thật là Mason Pines (được tiết lộ trong cuốn nhật ký số 3), là[5][6] em trai song sinh 12 tuổi của Mabel Pines, sinh sau Mabel 5 phút. Có nhiều người cho rằng Dipper là anh nhưng Alex Hirsch đã viết trên Twitter: Mabel is older by 5 minutes. She uses this as an excuse to tell Dipper “I'll tell you when you're older” (Mabel lớn hơn Dipper 5 phút. Cô ấy đã coi nó như một cái cớ để nói với Dipper “Chị sẽ nói khi em lớn hơn”). Dipper hay mang theo cuốn Journal 3 (Stanford Pines viết) mà cậu tin chắc rằng nó sẽ giúp cậu tìm hiểu những bí ẩn tại thị trấn này. Là một người thích phiêu lưu, Dipper không thể ngồi yên một chỗ mà luôn luôn tìm kiếm những rắc rối tiếp theo để giải quyết. Sự chú ý đến từng chi tiết có vẻ như sẽ rất có ích khi giải những bí ẩn, nhưng những người khác lại nghi ngờ về niềm tin của cậu bởi tính hay ghen. Dipper được coi là thông minh hơn tuổi, dũng cảm hơn trong phần 2 và rất muốn bản thân chóng trưởng thành để trở thành một người đàn ông, cụ thể trong tập Dipper VS manliness và Dipper and Mabel VS the future. Việc cậu từ chối ngồi yên khi có những câu đố cần phải giải sẽ khiến cậu bồn chồn trong các tình huống hằng ngày. Là một người được miêu tả như một mục tiêu có định hướng và bắt nguồn từ các chi tiết, Dipper thỉnh thoảng nghĩ về những tình huống và ám ảnh về việc lập danh sách. Nó được tiết lộ trong tập Double Dipper, cậu có tình cảm với Wendy và cậu lập danh sách ghi chép về kế hoạch lấy lòng Wendy, nó cũng bộc lộ trong việc cậu thích nhạc pop nữ tính. Cậu rất cẩn thận, luôn nghĩ xa, như trong tập "The Legend of Goblewonker", cậu đem theo hơn 17 chiếc máy ảnh để chụp hình quái vật. Trong tập "Dungeons, Dungeons and more Dungeons", trò chơi yêu thích của cậu và Ford là trò Dungeons, Dungeons and more Dungeons (D,D&moreD). Dipper được đặt nickname theo một vết bớt trên trán có hình dạng như một cái thìa và là chòm sao Bắc Đẩu, cậu có tên đó năm 5 tuổi. Tuy vậy, cậu từ lâu lại mong ước được có tên "Tyrone". Cậu đại diện cho cây thông trong "Vòng tròn Zodiac của Bill Cipher". Sinh nhật của chị em cậu là ngày 31/8.
- Mabel Pines (Kristen Schaal),[5] chị gái song sinh 12 tuổi của Dipper Pines[7], sinh trước Dipper 5 phút. Mabel là một người lạc quan đến lập dị, luôn nổi trội và tràn đầy năng lượng, là kiểu người thích thể hiện bản thân qua những chiếc áo len cực kỳ sặc sỡ do chính cô đan tay, cô có thể vừa đan len vừa xem TV. Trong tập "The last Mabelcorn", cô cho biết từ đầu tiên cô biết nói là "Unicorn (kỳ lân)". Sự cởi mở, hoà đồng và tính cách tò mò của cô thường giúp Dipper giải những bí ẩn, mặc dù các hành vi ngớ ngẩn của Mabel thường bị xem như một gánh nặng. Mabel thích những tiểu thuyết tuổi teen và săn tìm những chuyện lãng mạn (đặc biệt là ma cà rồng) và thường cùng Candy và Grenda đọc chúng. Mặc dù những gì cô thấy là tối tăm ở Gravity Falls, nhưng Mabel vẫn lạc quan. Cô đã một lần hẹn hò với Lil' Gideon. Trong tập "Head Hunters",Mabel có sở thích làm nghệ thuật và mô hình, và cô bé thật sự giỏi về việc đó. Trong tập phim "Irational Treasure" cô được phong như một nghị sĩ Hoa Kỳ chính thức bởi vị "Tổng thống thứ 8 1/2", nền tảng chính trị của Mabel là hợp thức hóa tất cả mọi thứ. Nhưng khi cô quay trở lại nơi mình sinh sống với em trai sau kì nghỉ hè và nói với mọi người về chuyện đó, không ai tin cô cả (đoạn này tui không chắc chắn). Trong một lần tham gia một cuộc thi, cô đã thắng một con lợn và chăm sóc như thú nuôi trong tập "The Time Traveler's Pig" và gọi nó là Waddles. Cô đại diện cho sao băng trong "Vòng tròn Zodiac của Bill Cipher". Sinh nhật chị em cô là ngày 31/8.
- Stanley Pines (Alex Hirsch),[5] ông bác của Dipper và Mabel Pines, em trai sinh đôi của Stanford Pines. Sau vụ Stanford bị hút vào cánh cổng, Stan lấy tên anh trai là Stanford và bắt đầu sự nghiệp kinh doanh. Ông ấy sống và làm việc tại Lều Bí Ẩn, nơi được gọi là "Bảo tàng quái gở nhất thế giới". Stan khởi đầu là người bán hàng, ông đã tạo dựng thành công với một cửa tiệm trong thị trấn để bán những thứ đồ lặt vặt của mình. Ông có thể kiếm tiền bằng cách bán đồ nữ trang, trang sức rẻ tiền với giá cắt cổ. Ông có nghị lực kiếm tiền, đôi lúc làm cả hàng giả hoặc ăn trộm tiền. Và khi ông không làm ra tiền, ông lại ở nhà xem ti-vi. Stan thường đội fez (một thứ mũ của Thổ Nhĩ Kỳ) và nói về "những cậu bé từ lodge", kiểu người mà ông tuyên bố sẽ không bao giờ thích hoặc tin tưởng. Ông cho cặp song sinh làm những việc chúng cho là thái quá và không thể đoán trước, nhưng nó lại được thể hiện rằng ông đang bảo vệ và yêu thương chúng vô điều kiện. Stan có một cái cầu thang ẩn dẫn đến Cỗ Máy Tận Thế và nó được giấu sau chiếc máy bán hàng của ông. Trong tập Not what he seems được khám phá ra ở dưới đó có một phòng thí nghiệm bí mật với các máy móc và một cỗ máy khổng lồ (do Ford Pines chế tạo). Ông là một trong những người muốn lấy cuốn nhật ký để cứu anh trai mình - tác giả 3 cuốn nhật ký - được chứng tỏ ở cuối tập "Gideon Rises". Ông đại diện cho hình fez trên mũ của mình trong "Vòng tròn tiên tri của Bill". Trong tập ''Take back the Falls'', Stan đã bị xóa ký ức để tiêu diệt Bill Cipher nhưng sau đó đã hồi phục lại trí nhớ, ông trao quyền quản lý Lều Bí Ẩn cho Soos để phiêu lưu cùng Stanford.
- Soos Ramirez (Alex Hirsch),[5] một người làm việc siêng năng tại Lều Bí Ẩn và đặc biệt, anh làm không công (nhưng sau này, Stan cũng chịu trả lương cho Soos). Là một người bạn của Dipper và Mabel, Soos khá mập và là một người yêu trẻ em. Anh có vẻ như có rất nhiều tài năng, đặc biệt là làm DJ hay tiên tri. Soos khá thân với Dipper, thường xuyên nghịch "trò con trai" như làm nóng những chiếc hot dog trong một cái lò vi sóng cho tới khi chúng phát nổ. Anh hiện là bạn trai của Melody (quen nhau trong tập "Soos and the real girl") Soos hay nói "dude" sau tất cả các câu. Anh đại diện cho dấu hỏi chấm trong "Vòng tròn tiên tri của Bill"
- Wendy Corduroy (Linda Cardellini),[5] tên đầy đủ là Wendy Berble Corduroy, một cô gái 15 tuổi phong cách, dũng cảm,làm nhân viên bán thời gian ở Lều Bí Ẩn. Cô là người Dipper thích, biểu hiện rõ nhất là cố gây ấn tượng với Wendy trong rất nhiều tập phim. Wendy đã có nhiều bạn trai trong quá khứ, cô có nhiều đến nỗi có một người bạn trai cũ mà cô không thể nhớ rằng đã chia tay với anh ta hay chưa. Cô là chị cả trong nhà, có 3 em trai và bố cô ấy là Manly Dan, người đốn gỗ ở Gravity Falls. Wendy khá hòa đồng, có rất nhiều bạn. Wendy từng là bạn gái của Robbie, người mà Dipper rất khinh thường. Wendy hay bênh vực Dipper trước mặt Robbie. Cô đã chia tay Robbie trong tập "Boyz Crazy". Trong mùa 2 Wendy bắt đầu tham gia những chuyến phiêu lưu đi tìm tác giả cuốn nhật ký cùng Dipper và Mabel, và Dipper cũng đã thổ lộ tình cảm của mình với Wendy và bị từ chối vì cô hơn tuổi Dipper. Dù bị từ chối, Dipper và Wendy vẫn là bạn thân. Trong tập cuối, cô trao đổi nón của mình với Dipper. Wendy đại diện cho túi đá trong "Bánh xe của Bill".

### Nhân vật phụ
- Waddles (Dee Bradley Baker, Neil deGrasse Tyson) là một con heo, được biết đến như thú cưng của Mabel. Cô ấy đã nhận được Waddles tại hội chợ trong tập The time traveler's pig" và từ đó cho đến bây giờ, cả hai không thể tách rời. Điều đó được nghiệm ra bằng việc Waddles hay dành thời gian cho Mabel và ngược lại, Mabel cũng hay dành thời gian cho chú heo ấy. Trong "Take back the Falls", nhờ 2 bác của cô nói khó với tài xế xe bus, cô được đem chú heo về nhà. Tên của chú heo được Mabel đặt dựa vào từ waddle (lạch bạch).
- Stanford Filbrick "Ford" Pines (J.K. Simmons), xuất hiện chính thức trong tập "Not what he seems" và trước đó xuất hiện thoáng qua một vài tập ở phần 1, là anh song sinh bị thất lạc từ lâu của Stanley Pines, sinh trước Stanley 15 phút, ông có sáu ngón tay và là tác giả của 3 cuốn nhật ký, và hợp tác với McGucket và Bill Cipher để tạo nên Cỗ Máy Tận Thế. Ông cũng hay tò mò về những bí ẩn ở Gravity Falls như Dipper. Sau khi tốt nghiệp trường Backupsmore, Ford tới Gravity Falls để tìm hiểu những bí ẩn để phục vụ cho công trình học vấn của mình, sau 6 năm trời ở Gravity Falls, ông hầu như tuyệt vọng vì không biết nguồn gốc của những điều kỳ bí ở đây, trong lúc đó, ông tìm thấy và đọc câu thần chú triệu hồi Bill Cipher kèm theo lời cảnh báo không được triệu hồi hắn trong một hang động. Từ đó, ông và Bill hợp tác xây dựng Cánh cổng Vũ trụ, sau vụ McGucket, bạn ông bị hút vào cánh cổng nhưng được ông cứu và trở nên mất trí, ông nhận ra bộ mặt thật và âm mưu của Bill. Ford đã trở về Gravity Falls từ nơi bí hiểm qua cổng vũ trụ dưới lều Bí Ẩn sau 30 năm thất lạc.Trong tập "The last Mabelcorn", Dipper biết sự thật Ford từng lập thoả thuận với Bill Cipher và bị lợi dụng để làm Cánh cổng Vũ trụ và Bill chính là kẻ thù lớn nhất của ông. Ông là người mà Bill trọng dụng nhất trong kế hoạch xâm chiếm thế giới loài người vào 30 năm trước và bị lợi dụng trong kế hoạch Weirdmageddon. Ông là người duy nhất biết cách tiêu diệt Bill. Trong tập cuối, ông rủ anh trai mình -Stan cùng đi phiêu lưu ở Bắc Bình Dương như để thực hiện ước mơ phiêu lưu của 2 ông thời còn bé. Đại diện cho bàn tay 6 ngón trong "Bánh xe của Bill".
- Ông già điên McGucket (Fiddleford Hadron McGucket) (Alex Hirsch), một ông già gàn dở ở Gravity Falls. Mặc dù bị mất trí và thái độ khuôn mẫu, thực chất ông là một nhà sáng chế tài năng. Con trai McGucket làm việc tại hồ, cả hai dường như có một mối quan hệ căng thẳng, phần nào từ sự điên rồ của McGucket. Trước kia ông là trợ lý của Stanford Pines, đồng thời cũng là bạn đại học của Ford. Sau sự cố bị hút một phần cơ thể vào Cánh cổng, McGucket đã chế tạo khẩu súng xoá trí nhớ để giúp ông quên đi cơn ám ảnh về cỗ máy và Bill Cipher, tuy nhiên do lạm dụng nó quá nhiều lần đã khiến ông trở nên mất trí. Cặp kính là biểu tượng của ông trên "Bánh xe của Bill". Cuối mùa 2, McGucket đã làm giàu nhờ bán phát minh của mình và mua dinh thự của nhà Northwest.
- Robbie Stacey Valentino (T.J. Miller), một cậu thiếu niên theo goth, là đối thủ của Dipper trong cuộc tranh giành tình cảm với Wendy. Anh có thái độ thiếu thiện cảm và hay chế nhạo người khác, đặc biệt là Dipper. Robbie có kĩ năng chơi guitar, một khả năng mà Wendy thấy hấp dẫn. Mặc dù có thái độ thù hằn tới hầu hết các nhân vật, nhưng anh lại chăm sóc cho Wendy rất nhiều. Robbie và Wendy đang hẹn hò, và Dipper rất ghét điều đó. Wendy đã chia tay Robbie trong tập "Boyz crazy" vì anh đã nói dối cô về cái đĩa nhạc mà anh tặng cô. Trong tập 9 mùa 2, anh hẹn hò với Tambry (một người bạn của Wendy) do Mabel trộm thuốc tình yêu và khiến họ phải lòng nhau, qua đó cũng cho thấy rằng Robbie và Dipper đã làm hòa với nhau theo phương diện nào đó. Đại diện cho trái tim trong "Bánh xe của Bill".
- Lil' Gideon (Thurop Van Orman), một cậu nhóc lùn tịt sở hữu "Lều Giao Cảm" (Lều Ngoại Cảm), một đối thủ nặng ký của Lều Bí Ẩn. Tên đầy đủ của cậu là Gideon Charles Gleeful. Cậu kém Dipper và Mabel 3 tuổi. Cậu ám ảnh với Mabel, nghĩ Dipper và Stan là những người duy nhất khiến họ bị xa cách, nhưng trong thực tế thì Mabel không quan tâm tới cậu ta. Trước đây, Lil' Gideon có một tấm bùa hộ mệnh cho cậu sức mạnh tâm trí (khả năng di chuyển vật, điều khiển mọi thứ) mà sau này ta mới biết nó từng thuộc về Ford, nhưng nó đã bị phá hủy bởi Mabel sau khi cậu cố gắng dùng nó để giết Dipper. Gideon sở hữu quyển sách số 2, tập trước của quyển sách số 3 mà Dipper nắm giữ. Mục tiêu của Gideon vào cuối mùa 1 là nắm quyền sở hữu Lều Bí Ẩn rồi sở hữu quyển nhật ký số 1 để chinh phục thế giới. Tuy nhiên, nhờ tình yêu mãnh liệt đối với Mabel, cậu đã đứng lên chống lại Bill trong phần cuối mùa 2. Cậu từng phải ở tù vì tội lừa đảo nhưng đã được giải thoát bởi con dê cưng Gomper. Đại diện cho ngôi sao ngoại cảm trong "Bánh xe của Bill".
- Cảnh Sát Trưởng Blubs (Kevin Michael Richardson)Là cảnh sát trưởng của Gravity Falls. Ông hơi lười nhác, thường ngồi yên và uống cà phê thay vì xem hồ sơ. Mặc dù thiếu kỹ năng của một cảnh sát, nhưng Blubs có điểm vượt trội, và thường phá đám quá trình giải những bí ẩn của cặp sinh đôi.
- Phó cảnh sát Durland (Keith Ferguson), một viên cảnh sát, cũng là một cộng sự và là cánh tay phải của cảnh sát trưởng Blubs. Anh khá kém thông minh và trẻ con, biểu hiện là khi Mabel nói rằng cô thậm chí không nghĩ ông có thể đọc. Cảnh sát trưởng Blubs dường như lại tìm thấy những phẩm chất quý mến ở anh, và gọi anh là "viên kim cương thô". Và thay vì "thực hiện nghĩa vụ cảnh sát", Durland và Blubs lại thích làm trò cười (cởi áo ra và chạy vòng quanh vòi chữa cháy,...)
- Pacifica Northwest (Jackie Buscarino). Tên đầy đủ là Pacifica Elise Northwest, cô gái nổi tiếng nhất ở Gravity Falls. Northwest sống trong một gia đình giàu có, cha cô là Preston và mẹ là Priscilla, và là cháu gái của người sáng lập ra Gravity Falls, Nathaniel Northwest (tuy nhiên chỉ là giả mạo , người sáng lập thật ra là Quentin Trembley). Pacifica không thân thiện, hay châm biếm, kênh kiệu và là đối thủ của Mabel. Cô nghĩ tính cách lập dị của Mabel là phiền nhiễu và rất con nít. Pacifica lợi dụng sự bất an của người dân để làm bất kỳ điều gì mình muốn và khinh thường Mabel. Tên cô ấy là sự chơi chữ của Pacific Northwest, một vùng thuộc Hoa Kỳ, gồm chủ yếu Washington, Bắc California, và Oregon, nơi thị trấn Gravity Falls tọa lạc. Đại diện cho con lạc đà trong "Bánh xe của Bill". Cuối mùa 2, nhà Northwest phá sản vì trước đó dùng hết gia sản để đầu tư vào các trái phiếu kỳ quái của Bill Cipher và phải bán nhà cho McGucket đang giàu có để giữ lại tài sản.
- Toby Determined (Gregg Turkington), một phóng viên cho Gravity Falls Gossiper. Ông ấy khá rập khuôn, không kiêng nể ai, nhưng lại tệ hại trong công việc. Ông đã yêu thầm một biên tập viên tin tức Shandra Jimenez đến mức làm các tấm bìa các-tông in hình cô trong tủ quần áo và tán tỉnh với nó trong tập "Head Hunters". Ông từng là thành viên của hội Con mắt lãng quên. Cuối phần 2, ông làm phát thanh viên thể thao với Shandra.
- Bud Gleeful (Stephen Root), là người cha lịch thiệp của Lil' Gideon. Mặc dù có một người vợ tâm thần và đứa con thụ động, Nhưng Bud dường như luôn lạc quan với mọi thứ, thậm chí đến mức trở thành đồng minh với Stan, kẻ thù của Gideon. Ngoài việc làm ở "Lều Ngoại Cảm", Bud cũng bán xe cũ đã qua sử dụng. Ông từng là thành viên của hội Con mắt lãng quên, trước khi bị xóa ký ức về hội cùng với các thành viên khác.
- Candy Chiu (Niki Yang) và Grenda (Carl Faruolo), 2 người bạn thân nhất của Mabel, đồng hành với cô khi đi tìm lông kì lân (The last Mabelcorn). Họ đã gặp nhau lần đầu tiên tại bữa tiệc ở Lều Bí Ẩn. Candy và Grenda đều được cho là không nổi tiếng bằng Pacifica Northwest và những đứa trẻ hòa đồng khác, nhưng họ có những khuyết điểm mà Mabel nhìn ra; Candy thì nhút nhát và khá bất an, và Grenda thì có giọng nói trầm, nam tính. Cả hai đều là fan hâm mộ của Waddles, chụp hình với nó bằng điện thoại của Candy (trong tập Summerween)
- Lazy Susan (Jennifer Coolidge), người phụ nữ chậm chạp làm việc ở quán ăn mặc dù không giỏi việc đó. Bà có một con mắt sụp, và nuôi ít nhất 3 chú mèo, tên là Donald, Sandy và Mr. Cat-Face. Stan phải lòng Susan và đã lấy hết can đảm để được bà thích, mặc dù Stan lại hối tiếc sau khi Susan gọi cho ông quá nhiều lần, để lại những tin nhắn thoại khác thường. Tên của Susan là sự chơi chữ với con mắt lười biếng của bà, cũng như các thiết bị trong nhà bếp.
- Manly Dan (John DiMaggio), người đốn gỗ lực lưỡng và là bố của Wendy. Ông có 3 đứa con trai và 1 cô con gái lớn là Wendy. Manly Dan nóng tính và rất dễ nổi giận, thường đấm đá hay đập phá những vật ngẫu nhiên khi tức tối, chính vì điều đó, Wendy từng nói là cô rất căng thẳng khi ở nhà. Ông có vẻ như luôn bị theo dõi bởi Tyler Cutebiker.
- Tyler Cutebiker(Will Forte), là tay đua xe đạp ở Gravity Falls, ông khá nữ tính và có vẻ luôn theo dõi Manly Dan. Ông từng hâm mộ Gideon trong phần 1. Câu cửa miệng của ông là:"Get 'em!". Trong tập "Stachurian Candidate", ông trở thành thị trưởng của Gravity Falls (người thắng cuộc là Stanford nhưng do Stan có một đống hồ sơ tội phạm nên bị loại). Trong tập cuối, ông ban hành luật "Không quan tâm gì đến nó (Never mind all that)" về vụ việc Weirdmageddon.

### Nhân vật định kỳ
- Bill Cipher (Alex Hirsch), một con quỷ trí óc mạnh mẽ có thể thâm nhập vào tâm trí của một người. Hắn có một mắt, màu vàng, hình tam giác kim tự tháp với một chiếc mũ và một cái nơ. Bill lần đầu xuất hiện vật lý trong "Dreamscaperers", tuy nhiên nhiều tài liệu tham khảo cho thấy nó đã được ẩn trong các tập phim trước đó như hình ảnh hoặc câu mà nhấp nháy trên màn hình và ít người thấy biểu tượng của Bill ở mọi nơi. Hắn có vẻ hài hước, tuy nhiên hắn mất bình tĩnh khá dễ dàng và có sức mạnh rất lớn. Hắn dường như có khả năng đọc được ý nghĩ, đổi hình dạng, và bắn laser từ mắt của mình. Bill tuyên bố hắn có thể sử dụng Soos, Dipper, và Mabel sau này. Câu thần chú để gọi Bill là:

" Triangulum, entangulum. Veneforis dominus ventium. Veneforis venetisarium."
Dịch từ tiếng Latin ra là: "Tam giác, ta gọi ngươi. Ta đã đến rào chắn bảo vệ của tâm trí. Ta sẽ thấy hàng rào đó bị phá hủy"
Mục tiêu của Bill thực sự được thể hiện ở các tập cuối mùa 2, khi Bill đã phá huỷ vết nứt đa chiều và kết nối thế giới của hắn với trái đất bằng cách lợi dụng Mabel, Ley và Blendin, gây ra hiện tượng Weirdmageddon (tận thế kì lạ) để thôn tính thế giới. Bill bị tiêu diệt ở tập cuối, cùng với ký ức của Stanley Pines. Khi mọi người đứng đầy đủ vào trong "Bánh xe của Bill" thì Bill sẽ bị tiêu diệt.

## Mật mã
Ở cuối mỗi tập phim có một văn bản mật mã trong một trong ba mật mã thay thế:
- Thuật toán mã hóa Caesar được ám chỉ bởi một giọng nói trong cảnh mở đầu, mà chơi ngược nói "ba chữ ngược lại".
- Có tập, giọng nói chơi ngược lại thành "đổi vị trí các chữ từ A đến Z" hoặc "26 chữ cái"
- Mật mã Atbash.
- Một mật mã thay thế trong đó mỗi chữ cái được thay thế bằng một số nguyên tương ứng với vị trí của ký tự trong bảng chữ cái 1-26, gọi là mật mã A1Z26.
- Mật mã tổng hợp được dùng trong tập cuối phần một.
- Mật mã Vigenère trong mùa 2

## Sự tiếp nhận

### Xếp hạng
Một bản thử nghiệm đặc biệt của bộ phim trong Let It Shine đã nhận được 3,4 triệu lượt xem.. Bộ phim đã giành được lượng người xem khá cao trong tập thứ 5, được phát sóng vào ngày 13 tháng 6 năm 2012, và thu hút 3,6 triệu người xem. Vào 15 tháng 3 năm 2013, tập phim "The Deep End"(Đáy hố sâu) đã được theo dõi bởi 4,5 triệu người xem sau khi ra mắt The Wizards Return: Alex vs Alex, trở thành tập phim đánh giá cao nhất cho bộ phim cho đến nay. Và tập phim 'Little Dipper' (Dipper bé nhỏ), là tập phim ít lượt xem nhất trong cả bộ, với chỉ 2,6 triệu người. Gravity Falls cũng trở thành chương trình được đánh giá cao nhất trong 'Night of Premieres' (Đêm ra mắt), với đánh giá cao hơn Jessie, A.N.T. Farm, My Babysitter's a Vampire, và Code: 9.

### Đón nhận
Bộ phim nhận được khá nhiều sự ca ngợi. Nó đang hiện tại được 8.8 điểm trên TV.com, và 7.7 điểm từ hơn 1,500 người dùng ở IMDb.com. Từ các nhà phê bình, Gravity Falls nhận được nhiều phản hồi tích cực. Brian Lowry của Variety đã nói: "Bộ phim này là một luồng gió mới với trẻ em, và cù vào những nỗi niềm hoài cổ của các bậc cha mẹ". Trong khi (Los Angeles Times) Robert Lloyd gọi bộ phim là "...nhẹ nhàng xoay vòng, với những hành động đầy tính Disney và một trái tim ấm áp được đặt vào". Trong phản hồi khác của David Hinckley từ New York Daily News, ông gọi Gravity Falls là "kỳ quặc và đáng yêu", và ông đưa ra lời khen ngợi cho nhân vật Mabel Pines. Matt Blum, viết cho Wired, đã so sánh Gravity Falls tới bộ phim hoạt hình Regular Show của Cartoon Network và Phineas and Ferb (Disney Channel), ông cho rằng bộ phim là "khéo léo, kỳ lạ, và phần nào sâu sắc".

## Phát hành quốc tế
| Quốc gia / Vùng lãnh thổ                                              | Kênh                          | Ngày ra mắt bộ phim                                            | Tựa đề                                                                                  |
| --------------------------------------------------------------------- | ----------------------------- | -------------------------------------------------------------- | --------------------------------------------------------------------------------------- |
| Hoa Kỳ                                                                | Disney Channel                | 15 tháng 6 năm 2012 (Xem trước) 29 tháng 6 năm 2012 (Ra mắt)   | Gravity Falls                                                                           |
| Hoa Kỳ                                                                | Disney XD                     | 5 tháng 8 năm 2012 (Ra mắt)                                    | Gravity Falls                                                                           |
| Canada                                                                | Family                        | 15 tháng 6 năm 2012 (Xem trước) 6 tháng 7 năm 2012 (Ra mắt)    | Gravity Falls                                                                           |
| Canada                                                                | Disney XD (Canada)            |                                                                | Gravity Falls                                                                           |
| Anh Quốc · Ireland                                                    | Disney XD (UK & Ireland)      | 19 tháng 7 năm 2012 (Xem trước) 6 tháng 9 năm 2012 (Ra mắt)    | Gravity Falls                                                                           |
| Anh Quốc · Ireland                                                    | Disney Channel (UK & Ireland) | 20 tháng 7 năm 2012 (Xem trước) 7 tháng 9 năm 2012 (Ra mắt)    | Gravity Falls                                                                           |
| Anh Quốc · Ireland                                                    | CITV                          | TBA 2013                                                       | Gravity Falls                                                                           |
| Úc · New Zealand                                                      | Disney Channel (Australia)    | 17 tháng 8 năm 2012 (Xem trước) 24 tháng 9 năm 2012 (Ra mắt)   | Gravity Falls                                                                           |
| Pháp                                                                  | Disney Channel France         | 29 tháng 8 năm 2012 (Xem trước) 5 tháng 9 năm 2012 (Ra mắt)    | Souvenirs de Gravity Falls (Hồi ức Gravity Falls)                                       |
| Ba Lan                                                                | Disney Channel Poland         | 20 tháng 9 năm 2012 (Xem trước) 10 tháng 11 năm 2012 (Ra mắt)  | Wodogrzmoty Małe (Small Falls)                                                          |
| Hungary                                                               | Disney Channel Hungary        | 20 tháng 9 năm 2012 (Xem trước) 10 tháng 11 năm 2012 (Ra mắt)  | Rejtélyek városkája (Thị trấn bí ẩn)                                                    |
| Cộng hòa Séc                                                          | Disney Channel Czech Republic | 20 tháng 9 năm 2012 (Xem trước) 10 tháng 11 năm 2012 (Ra mắt)  | Městečko záhad (Một thị trấn bí ẩn)                                                     |
| România                                                               | Disney Channel (Romania)      | 20 tháng 9 năm 2012 (Xem trước) 10 tháng 11 năm 2012 (Ra mắt)  | Ciudăţeni (Thị trấn kỳ lạ)                                                              |
| Bulgaria                                                              | Disney Channel Bulgaria       | 20 tháng 9 năm 2012 (Xem trước) 10 tháng 11 năm 2012 (Ra mắt)  | Тайните на Гравити Фолс (Những bí ẩn ở Gravity Falls)                                   |
| Ukraina                                                               | Disney Channel Ukraine        | 20 tháng 9 năm 2012 (Xem trước) 10 tháng 11 năm 2012 (Ra mắt)  | Таємниці Гравіті Фолз (Những bí ẩn ở Gravity Falls)                                     |
| Brasil                                                                | Disney Channel Brazil         | 30 tháng 9 năm 2012 (Xem trước) 6 tháng 10 năm 2012 (Ra mắt)   | Gravity Falls: Um Verão de Mistérios (Gravity Falls: Một mùa hè của những bí ẩn)        |
| Chile · Argentina · México · Colombia · Perú · Ecuador · Venezuela    | Disney Channel Latin America  | 30 tháng 9 năm 2012 (Xem trước) 6 tháng 10 năm 2012 (Ra mắt)   | Gravity Falls: Un Verano de Misterios (Gravity Falls: Một mùa hè của những bí ẩn)       |
| Nhật Bản                                                              | Disney Channel Japan          | 26 tháng 10 năm 2012                                           | Vùng kinh hãi Gravity Falls (Kaiki Zōn Gurabiti Fōruzu 怪奇ゾーン グラビティフォールズ) |
| Middle East và Bắc Phi                                                | Disney Channel Middle East    | 19 tháng 10 năm 2012 (Xem trước) 10 tháng 11 năm 2012 (Ra mắt) | جرافيتي فولز (Gravity Falls)                                                            |
| Brunei · Malaysia                                                     | Disney Channel Malaysia       | 27 tháng 10 năm 2012                                           | Gravity Falls                                                                           |
| Singapore · Philippines · Hồng Kông · Indonesia · Việt Nam · Thái Lan | Disney Channel Asia           | 27 tháng 10 năm 2012                                           | Gravity Falls                                                                           |
| Tây Ban Nha                                                           | Disney Channel Spain          | 2013                                                           | Gravity Falls                                                                           |
| Nga                                                                   | Disney Channel (Russia)       | ngày 4 tháng 1 năm 2013 (Xem trước) March, 2013 (Ra mắt)       | Гравити Фолз (Gravity Falls)                                                            |
| Ý                                                                     | Disney Channel (Italy)        | 2013                                                           | Gravity Falls                                                                           |
| Ý                                                                     | Disney XD (Italy)             | 2013                                                           | Gravity Falls                                                                           |
| Hy Lạp                                                                | Disney Channel (Greece)       | 19 tháng 10 năm 2012 (Xem trước)                               | Ο μυστικός κόσμος του Gravity Falls                                                     |
| Thụy Điển · Na Uy · Đan Mạch                                          | Disney Channel Scandinavia    | 26 tháng 10 năm 2012 (Xem trước) 9 tháng 11 năm 2012 (Ra mắt)  | Gravity Falls                                                                           |
| Đài Loan                                                              | Disney Channel Taiwan         | 31 tháng 10 năm 2012                                           | 神秘小鎮大冒險 (Một cuộc phiêu lưu lớn trong thị trấn bí ẩn)                            |
| Đức                                                                   | Disney Channel Germany        | 7 tháng 1 năm 2013                                             | Willkommen in Gravity Falls (Chào mừng đến Gravity Falls)                               |
| Israel                                                                | Disney Channel Israel         | 1 tháng 11 năm 2013                                            | גרוויטי פולס (Gravity Falls)                                                            |